# Allofmp3
Allofmp3.com ist ein russischer Online-Musikdienst. Das Lizenzabkommen von Allofmp3 mit der Russian Organization for Multimedia and Digital Systems ist mit den Vereinbarungen russischer Radiosender vergleichbar. Nach Angaben des Unternehmens erlaubt dieses Abkommen den legalen Vertrieb der Musik jeglicher Künstler und Plattenlabel durch Allofmp3 in Russland.

## Geschäftsmodell
Im Gegensatz zu Musikdiensten aus den USA, wie zum Beispiel Apples iTunes Store, rechnet Allofmp3.com keine einzelnen Songs ab, sondern das übertragene Volumen. Seit dem 13. August 2006 betrug der Grundpreis bis zur vorübergehenden Schließung der Seite für ein Gigabyte übertragener Daten 30 US-Dollar, wobei dieser Preis aufgrund eines komplizierten Rabattsystems um bis zu ein Drittel sinken konnte; dies geschah in Abhängigkeit von Downloadmenge, Werbeaktionen und Zahlungsweise. Die sowohl in russischer als auch in englischer Sprache darstellbare Website bietet den Großteil ihrer Funktionen erst dem registrierten Benutzer an.

## Zahlungsarten
Mehrere Jahre lang wurde die Zahlung per Kreditkarte (VISA und Mastercard) angeboten. Diese Zahlungsmöglichkeit wurde jedoch eingestellt, da sich die Kreditkartenunternehmen nicht für „illegale Aktivitäten“ nutzen lassen wollten. Einige Zeit war auch eine Zahlung per Banküberweisung („Pay by a bank wire transfer“) auf ein Bankkonto in Lettland sowie die Zahlung durch Prepaidguthaben mit PIN-Codes, welche man auf Drittseiten (z. B. XRost.biz) erwerben konnte, möglich. Aktuell (26. Oktober 2009) ist keine Bezahlung per Kreditkarte möglich, dies betrifft auch die Zugriffssoftware alltunes.
Weiterhin gab es ein Discount-Programm: Überstieg die Summe der Zahlungen („Balance“ genannt) bestimmte Werte, wurde ein Prozentsatz der getätigten Zahlung als Bonus gutgeschrieben. Bei Zahlung durch Banküberweisung gab es zusätzlich 20 % Rabatt, der die Kosten der Banküberweisung teilweise kompensieren sollte.

## Technik
Die Dateien stehen dem Benutzer in einer Vielzahl von Audiocodecformaten zur Verfügung, unter anderem als MP3, Ogg Vorbis und FLAC. Die Bitrate bei der Kodierung kann vom Benutzer gewählt werden. Das Herunterladen der Dateien kann mit Hilfe eines Webbrowsers oder einer Windows-Anwendung namens allTunes (früher Allofmp3-Explorer) erfolgen. Die Website enthält kostenlose Ausschnitte aller Lieder und ganze Alben in einer mit einem analogen Telefonat vergleichbaren Audioqualität bei einer Bitrate von 24 kbit/s. Nichtregistrierte User können 30 Sekunden und registrierte die vollständigen Lieder vorhören. Die Kosten eines Musikstückes/Album berechnen sich aus der Dateigröße, wobei zuletzt 3 US-Cent / Megabyte berechnet wurden.
Die Dateien enthalten keinerlei DRM-Informationen, sind also uneingeschränkt nutzbar.
Seit 2004 verursachten hohe Serverbelastungen gelegentliche Verzögerungen bei Nachfragen an die Website. Die im Hintergrund laufenden eigentlichen Downloads wurden dabei aber üblicherweise nicht beeinflusst. Die Downloadgeschwindigkeiten bei Breitbandanbindung lagen zwischen 190 und 250 kByte/s.
Ab Februar 2006 wurde das Zusatzprogramm Alltunes-Downloadmanager/-Musikkatalog als Beta-Version zum Test angeboten.
Zwischen Ende Oktober 2006 und Mitte Dezember 2006 wurden alle Songs in einem proprietären Format zum kostenlosen Herunterladen angeboten. Dieses Format (mp3x) ließ sich nur mit einer speziellen Software, welche zum kostenlosen Herunterladen bereitstand, abspielen. Zwar waren diese Songs DRM geschützt, aber der übliche Vertriebsweg blieb bestehen.

## Aktuelles
Anfang des Jahres 2006 war der Dienst aus technischen Gründen mehrfach offline. Der längste Ausfall ging über fünf Tage vom 13. bis zum 18. Mai 2006. Die Webseite zeigte zunächst den Hinweis “… the server is closed for maintainance” und war zeitweise gar nicht mehr erreichbar. Ab dem 16. Mai 2006 gingen die Webseiten zwar wieder online, es konnten danach aber zwei Tage lang keine Mediadaten heruntergeladen werden. Eine per E-Mail gestellte Anfrage, wann der Service in seiner normalen Funktion wieder zur Verfügung stehen wird, wurde von Allofmp3 mit Verweis auf Probleme mit Servern, die in ein paar Tagen gelöst sein sollen, beantwortet: “We have some technical problems with some servers. It will be fixed in few days. We’re sorry for the inconvenience.”
Ab Donnerstag, dem 18. Mai 2006 war der Dienst wieder einige Tage in Betrieb. Das Herunterladen von Titeln über den Client Alltunes funktionierte zunächst ohne Störungen, wenn das gängige MP3-Format gewählt wurde. Ungewöhnlichere Formate könnten zu substantiellen Wartezeiten führen, informierte eine Systemmeldung während des Bestellvorgangs. Seitdem traten dennoch wiederholt Probleme mit dem Herunterladen von Titeln oder der Serverperformance auf.
Seit Donnerstag, dem 25. Mai 2006, war das Herunterladen von Mediadaten erneut gestört. Es erschien die Fehlermeldung: “Warning! Currently preview for this track is not available due to technical problems. Please check back later.”
Aufgrund der letzten Ausfälle vor der Schließung der Seite häuften sich Spekulationen über ein baldiges Ende des Dienstes in der Online-Presse, beispielsweise in einem Artikel bei Spiegel Online, in dem der Autor bereits über das nahe Ende von Allofmp3 spekuliert und einen Zusammenhang mit der Ankündigung von Wladimir Putin zur schärferen Verfolgung von Urheberrechtsverletzungen vermutet.
Dass das Archiv unter der Firmierung Mp3stor.com und einem verminderten Service wieder online gegangen sei, wurde auf Anfrage vom 15. Mai 2006 am nächsten Tag per E-Mail dementiert. Vladislav Nikulenko: “We are not related to Allofmp3.com. Mp3stor.com is quite new but rather big mp3 archive. We add 250 albums every day and plan to have 80000 albums by the end of this year. We are now promoting a special action. You have a possibility to obtain a bonus on our site.” Man habe also nichts mit dem Allofmp3-Service zu tun, sei aber bereit, einen Bonus einzuräumen, wenn man den Allofmp3-Kontostand mitteile. Die Allofmp3-Benutzernamen sind dort allerdings nicht gültig.
Seit Ende Oktober 2006 boykottierten die Kreditkartenunternehmen Visa und Mastercard die Abwicklung von Zahlungen an den russischen Downloaddiensts. Offenbar stand der Weltverband der Phonoindustrie IFPI hinter der Maßnahme. Ein Sprecher von IFPI bestätigte gegenüber dem US-Magazin Ars Technica, IFPI habe Gespräche mit Visa geführt, um gegen AllofMP3 vorzugehen.
Der Bezahlweg über XRost.biz-PIN-Codes blieb aber bestehen, wobei bei XRost via Paysafecard, UKash oder ClickandBuy bezahlt werden konnte. Dieser Bezahlweg bot auch den o. g. Bonus. Seit Anfang März 2007 jedoch konnte man bei XRost keine PIN-Codes mehr kaufen.
Am 18. Dezember 2006 wurde das in Moskau ansässige Unternehmen Mediaservices, zu dem u. a. Allofmp3 gehört, von einer Reihe von US-Musikkonzernen verklagt. Arista Records, Warner, Capitol Records und UMG Recordings, sowie der US-Musikindustrieverband RIAA fordern von Mediaservices 1,65 Billionen Dollar Schadenersatz (150.000 $ für jede der 11 Millionen heruntergeladenen Dateien). Diese Summe übersteigt das gesamte russische BIP.
Ab dem 25. Juni 2007 war die Website nicht mehr erreichbar, stattdessen landen Besucher mitunter auf einer Informationsseite, laut der der Server wegen Wartungsarbeiten abgeschaltet sei. Eingesprungen war die Website mp3sparks.com, hinter der der gleiche Betreiber steckt. Zeitweilig war aber auch diese Website nicht mehr zu erreichen. Verschiedene Forenbeiträge wiesen darauf hin, dass währenddessen der Zugriff mit der Zugriffssoftware alltunes des Anbieters allofmp3.com noch einen Zugriff erlaubte.
Mittlerweile ist die Website von mp3Sparks wieder erreichbar, wobei sich der Anbieter auf eine Lizenz der russischen Föderation für kollektives Management urheberrechtlich geschützter Werke (FAIR) bezieht. Interessenten werden vor deren Anmeldung zum Download darauf hingewiesen, dass die rechtliche Konformität ihres Handelns mit den für sie zuständigen Gesetzen von ihnen selbst zu hinterfragen ist. Allerdings ist ein „Balance Refill“ (Aufladen des Guthabens) über die verbreiteten Kreditkartenunternehmen Visa, Mastercard etc. „at the moment“ (gegenwärtig) nicht möglich. Der User wird auf die manuelle Einzahlung über alertpay.com und auf eine Geldüberweisung an eine bestimmte E-Mail-Adresse
hingewiesen. (Stand 25. Mai 2012)
Klagen, die zwischenzeitlich gegen den Betreiber weltweit laufen, wurden bisher abgewiesen.

## Rechtliches
Das Unternehmen behauptete, dass sein Angebot lizenziert und in Russland legal war, da eine Lizenz der dort zuständigen Gesellschaft zur Rechteverwertung (ROMS) vorlag. Dies wurde in Russland auf Drängen der Musikindustrie untersucht. Nach einem Bericht in The Register empfahl die Moskauer Polizei nach einer Voruntersuchung eine Strafverfolgung von AllOfMP3.com. Nach Angaben des russischen Rechtsberaters der IFPI (Internationaler Verband der Phonoindustrie) schien ein erfolgreiches Vorgehen gegen das Unternehmen aufgrund des russischen Urheberrechtes sehr unwahrscheinlich. Schließlich kam der zuständige Staatsanwalt zu dem Schluss, dass kein Handlungsbedarf bestehe. Die IFPI aber bestritt weiterhin, dass Allofmp3 die benötigten Lizenzen besitzt, die Musik im Ausland (z. B. konkret Deutschland) zu verkaufen (für Russland liegt tatsächlich eine gültige Lizenz vor).
Welche Konsequenzen sich für einen Privatanwender daraus ergeben, bei einem in Russland legalen Dienst zu kaufen, der aber keine Rechte für den Vertrieb im Ausland hat, ist nicht abschließend geklärt.
Nach dem neuen deutschen Urheberrechtsgesetz (§ 53 Abs. 1 UrhG) darf ein Nutzer eine Mediendatei zum privaten Gebrauch vervielfältigen (§ 16 Abs. 2 UrhG), sofern die Datei nicht aus einer offensichtlich rechtswidrigen Quelle stammt. Ob die Musikdateien bei Allofmp3 offensichtlich rechtswidrig zur Verfügung gestellt werden, ist umstritten, auch wenn man für das Herunterladen, im Gegensatz zu Tauschbörsen, bezahlen muss.
Ungleich klarer gestaltet sich dagegen die Rechtslage nach schweizerischem Urheberrecht. Hiernach ist das Herunterladen – sei es von Allofmp3 oder von sonstiger Quelle – zulässig, sofern dieser für den Privatgebrauch bestimmt ist (Art. 23 Abs. 1 lit. a schweizerischer URG). Anders als das soeben beschriebene deutsche Recht, kennt das Schweizer Recht keine Einschränkung dieser Schrankenbestimmung auf Quellen, die nicht offensichtlich rechtswidrig sind. Auch im Rahmen der laufenden Urheberrechtsrevision dürfte sich daran aller Voraussicht nach nichts ändern.
Im Mai 2005 wurde versucht, eine einstweilige Verfügung vom Landgericht München I gegen Allofmp3 zu erlassen, in der festgestellt wird, dass Allofmp3 „für das Gebiet der Bundesrepublik Deutschland nicht im Besitz einer Lizenz“ sei. Danach sei die Bereitstellung von Musikdateien durch Allofmp3 in Deutschland illegal, sofern Allofmp3 keine Rechtsmittel dagegen einlegt. Es ist jedoch zu beachten, dass die einstweilige Verfügung gegenüber Allofmp3 erst dann Wirksamkeit erlangt, wenn diese Allofmp3 zugestellt worden ist. Weil die einstweilige Verfügung ohne Anhörung der Gegenseite erlassen worden ist, lässt sich jedoch nicht zwangsläufig daraus ableiten, dass die Verfügung auch durch eine Zustellung dem Betreiber von Allofmp3 bekannt gemacht worden ist. Der Antragsteller hat einen Monat nach Erlass der einstweiligen Verfügung Zeit, diese der Gegenseite zuzustellen (§ 929 und § 936 ZPO). Die Frist verlängert sich dann, wenn die gerichtliche Entscheidung in angemessener Frist in die Heimatsprache der Gegenseite übersetzt werden muss. Laut Heise News vom 8. Juli 2005 wurde die einstweilige Verfügung der Gegenseite jedenfalls bis zu diesem Zeitpunkt noch nicht zugestellt. Weitere Informationen hinsichtlich dieser zwingend notwendigen Zustellung fehlen bislang. Bei nicht erfolgter Zustellung hat die einstweilige Verfügung keine Rechtskraft erlangt.
Anfang Juli 2005 wurden Betreiber von deutschen Webseiten mit Hyperlinks auf Allofmp3 vom Bundesverband Phono, der das Angebot für illegal ansieht, abgemahnt. Bei Privatpersonen (auch mehrere Jahre alte Links einer nicht mehr gepflegten Seite sollen abgemahnt werden) wurde der Streitwert mit 75.000 € angesetzt, was zu einer geforderten Rechtsanwaltsvergütung von ca. 3.800 € führte. Zunächst hatte sich der Heise-Verlag geweigert, in vorauseilendem Gehorsam die Links aus seinen Artikeln zu entfernen. Aufgrund zweier Urteile des Landgerichts München hat Heise die Links mittlerweile entfernt, strengt aber eine Verfassungsbeschwerde gegen diese Urteile an. Ironischerweise hatte die IFPI selbst auf ihrer Website zu Beginn zur „Kundenaufklärung“ die Webadresse von Allofmp3 aufgeführt und erst nach externen Hinweisen entfernt. Der Heise-Verlag hat übrigens im Gegensatz zu anderen bisher kein anwaltliches Abmahnschreiben erhalten, sondern lediglich eine Bitte, die Links zu entfernen. Gründe sind dafür bisher nicht öffentlich bekannt. Die IFPI betrachtet neben Links zu Allofmp3 auch positive Berichterstattung als Beihilfe und damit als illegal. Wie und ob sie dies durchsetzen möchte, bleibt abzuwarten.
Ende Oktober 2006 hat ein dänisches Gericht den schwedischen Internet-Serviceprovider Tele2 dazu aufgefordert, den Zugang zu Allofmp3 zu sperren. Dieses Urteil stellt ein Novum dar, da es Zensur-Praktiken fordert, die äußerst umstritten sind und den „freien“ Charakter des Internets beeinträchtigen. Mittlerweile wurde für Kunden des Providers die Internetadresse von AllofMP3 auf DNS-Ebene gesperrt.
Am 15. August 2007 wurde der Betreiber der Webseite von einem Moskauer Gericht freigesprochen. Die Musikkonzerne EMI, NBC, Warner und Universal hatten gegen Allofmp3 geklagt. Die Richter entschieden jedoch, dass Denis Kwasow, Inhaber des Unternehmens Media Services, nicht gegen das Urheberrecht verstoßen habe, da er die Nutzungsrechte durch Zahlungen an den russischen Rechteverwalter ROMS, der wiederum das Geld an die Rechteinhaber weiterleitet, abgegolten hat.
Am 14. Oktober 2010 wurde das Hauptsache-Urteil des Oberlandesgericht München durch den Bundesgerichtshof überprüft. Für alle Beteiligten überraschend fällte das höchste deutsche Gericht noch am gleichen Tag seine Entscheidung zugunsten der Rechtsposition des Heise-Verlags. Die Klage der Musikindustrie wurde abgewiesen und das Urteil des OLG München aufgehoben. Zudem müssen die Kläger die Kosten des gesamten Rechtsstreits tragen. Als Streitwert für die Revision setzt der Bundesgerichtshof einen Betrag von 250.000 Euro an. Damit ist der Rechtsstreit beendet.